# TDRS Music
Travis Dickerson Recording Studios Music är ett skivbolag som grundades av musikern och producenten Travis Dickerson. Skivbolaget kännetecknas efter hur de säljer: varje produkt det säljer levereras direkt till köparen.
Under åren har TDRS släppt många album och 2007 släppte Buckethead flera verk genom TDRS webbsida. TDRS säljer även tröjor, affischer och dekaler relaterade till artisten. Skivbolaget säljer huvudsakligen vanliga CD-skivor, men har även en Download Store.

## Verk
I början av 2009 släpptes tjugofem album från Buckethead, Slaughterhouse on the Prairie. Senare släpptes albumet A Real Diamond in the Rough, i juni Forensic Follies, följt av Needle in a Slunk Stack den 24 september.

## Artister som släppt skivor genom TDRS music
- All-4-One
- Phil Alvin
- Michael Blake
- D. J. Bonebrake
- Camille Bright-Smith
- Buckethead
- Cornbugs
- Vince DiCola
- Burton Dickerson
- Lindy Dickerson
- Everblue
- Lysa Flores
- Eliza Gilkyson
- Tony Gilkyson
- Jethro Tull
- Bill Laswell
- Viggo Mortensen
- The Plimsouls
- Linda Ronstadt
- Shin Terai
- Thanatopsis
- Thread

## Skivsläpp genom skivbolaget
- Buckethead
  - Funnel Weaver
  - Population Override
  - The Elephant Man's Alarm Clock
  - Bucketheadland 2
  - Island of Lost Minds
  - Inbred Mountain
  - Crime Slunk Scene
  - Pepper's Ghost
  - In Search of The
  - Cyborg Slunks
  - Kevin's Noodle House
  - Decoding the Tomb of Bansheebot
  - Bucketheadland Blueprints - reissue & personalized limited edition
  - Albino Slug
  - Slaughterhouse on the Prairie
  - A Real Diamond in the Rough
  - Forensic Follies
  - Needle in a Slunk Stack
  - Shadows Between the Sky
  - Spinal Clock
- Death Cube K
  - Tunnel
  - DCK
  - Monolith
- Cobra Strike
  - 13th Scroll
  - Cobra Strike II - Y, Y+B, X+Y
- Thanatopsis
  - Thanatopsis
  - Axiology
  - Anatomize
- Shin Terai / Shine /Shine. E
  - Unison
  - Lightyears
- Deli Creeps
  - Dawn of the Deli Creeps
- Buckethead & Travis Dickerson
  - Chicken Noodles
  - Chicken Noodles II
- Cornbugs
  - Brain Circus
  - Donkey Town
  - Rest Home for Robots
  - Skeleton Farm
- Travis Dickerson
  - Iconography
- Everblue
  - Everblue
- Vince DiCola
  - Artistic Transformations
  - Falling Off A Clef
  - Piano Solos
  - The Protoform Sessions
  - Thread
  - In-Vince-Ible
- DPI
  - Pity The Rich
  - Found Objects
- Viggo Mortensen
  - Pandemoniumfromamerica
  - This, That, and The Other
  - Please Tomorrow
  - Intelligence Failure
  - 3 Fools 4 April
  - Time Waits for Everyone
  - At All
- Lysa Flores
  - The making of Trophy Grrrl
- Tony Gilkyson
  - Goodbye Guitar
  - Sparko
- Lindy Dickerson
  - Carry Me Away
- Bill Laswell
  - Soup Live
- Gorgone
  - Gorgone
- Alex Lambert and Travis Dickerson
  - Running After Deer
- Buckethead, Brain and Travis Dickerson
  - The Dragons of Eden
- Frankenstein Brothers
  - Bolt on Neck
- D. J. Bonebrake
  - That Da Da Strain
- Camille Bright-Smith
  - The Great Divide
- Buckethead, Bryan Mantia, and Melissa
  - Best Regards

## Album att ladda ner från bolaget
- Buckethead
  - Pepper's Ghost
  - Crime Slunk Scene
  - The Elephant Man's Alarm Clock
  - Inbred Mountain
  - The Day of the Robot
  - Somewhere Over the Slaughterhouse
  - Island of Lost Minds
  - Population Override
  - Funnel Weaver
  - Decoding the Tomb of Bansheebot
  - Cyborg Slunks
- Buckethead med Bryan Mantia
  - Kevin's Noodle House
- DPI
  - Found Objects
  - Pity The Rich
- Buckethead & Travis Dickerson
  - Chicken Noodles
  - Chicken Noodles II
- Thanatopsis
  - Thanatopsis
  - Axiology
  - Anatomize
- Viggo Mortensen
  - Pandemoniumfromamerica
  - This, That, and The Other
  - Please Tomorrow
- Gorgone
  - Gorgone
- Death Cube K
  - Dreamatorium
  - Tunnel
  - Disembodied
- Vince DiCola
  - Artistic Transformations
  - Piano Solos
  - Thread
- Cobra Strike
  - 13th Scroll
  - Cobra Strike II - Y, Y+B, X+Y
- Cornbugs
  - Brain Circus
  - Donkey Town